# Noaea mucronata
Noaea mucronata är en amarantväxtart som först beskrevs av Peter Forsskål, och fick sitt nu gällande namn av Paul Friedrich August Ascherson och Georg August Schweinfurth. Noaea mucronata ingår i släktet Noaea och familjen amarantväxter.

## Underarter
Arten delas in i följande underarter:
- N. m. leptoclada
- N. m. inermis